# Pout Njouma
Pour les articles homonymes, voir Pout (homonymie).
Pout Njouma ou Pout Nyouma est un village de la Région du Littoral du Cameroun, situé dans la commune de Dibamba. Situé à 28 km d'Edéa, on y accède sur la route qui lie Edéa à Kopongo puis vers Ngambe.

## Population et développement
En 1964, la population de Pout Njouma était de 97 habitants. La population de Pout Njouma était de 169 habitants dont 83 hommes et 86 femmes, lors du recensement de 2005.  